# Karl Heinz Witte
Karl Heinz Witte (* 26. Mai 1936 in Hagen) ist ein deutscher Psychoanalytiker und Germanist sowie Meister-Eckhart-Forscher.

## Leben und Wirken
Karl Heinz Witte studierte in Münster und Würzburg, vor allem bei Hans Wagner, Alfons Auer und Kurt Ruh, Philosophie, katholische Theologie und Germanistik. 1989 wurde er an der Universität München bei Ernst Hellgardt promoviert. In seiner Dissertation über den "Meister des Lehrgesprächs" machte er erstmals darauf aufmerksam, dass in spekulativ-mystischen Traktaten des 14. Jahrhunderts die Theologen des Augustinerordens einen wichtigen Beitrag leisteten.
Von 1964 bis 1986 arbeitete er in München als Gymnasiallehrer. Von 1974 bis 1986 erhielt er am Alfred-Adler-Institut für Individualpsychologie in München die Ausbildung zum Kinder- und Jugendlichenpsychotherapeuten sowie zum Psychoanalytiker (DGIP). Von 1986 bis 2004 war er als Psychologischer Psychotherapeut in eigener Praxis niedergelassen und arbeitete als Dozent und Lehranalytiker am Alfred-Adler-Institut München. In dieser Tätigkeit setzte er sich in Vorträgen und Aufsätzen für eine eigenständige psychoanalytische Ausrichtung der Psychotherapie in der Individualpsychologie Alfred Adlers ein. Zusammen mit Almuth Bruder-Bezzel und Rolf Kühn gab er Alfred Adlers Schriften heraus und dokumentierte die Entwicklung seiner Lehre. 2006 gründete er mit Rolf Kühn das Periodikum „Psycho–Logik. Jahrbuch für Psychotherapie, Philosophie und Kultur“. Witte stellte heraus, dass die Individualpsychologische Psychotherapie im Sinne Alfred Adlers streng individualisierend ist, „dass es Symptome, die das Gleiche bedeuten, nicht gibt“.
Nach Beendigung seiner Tätigkeit als Psychotherapeut wandte er sich wieder dem Studium Meister Eckharts und besonders der Erforschung der Eckhartrezeption im 14. Jahrhundert zu. 2004 gründete er zusammen mit Georg Steer die Meister-Eckhart-Gesellschaft. In seinen
Untersuchungen zu Meister Eckhart betonte er, dass in der Forschung Eckharts Intention, die biblischen Wahrheiten durch philosophische Prinzipien zu erklären einseitig beachtet worden sei. Er interpretierte vor allem die zweite Intention Eckharts, mithilfe der biblischen Prinzipien, besonders der Gottesgeburt, die Eigenarten der Natur und Kunst auszulegen. In seiner Studie (2024) über Johannes Hiltalingen von Basel begründete er die These, dass dieser Magister des Augustinerordens auch der „Meister des Lehrgesprächs“ (mit vier spekulativen Traktaten in mittelhochdeutscher Sprache) ist.

## Mitgliedschaften
- Alfred-Adler-Institut für Individualpsychologie
- Deutsche Gesellschaft für Individualpsychologie
- Deutsche Gesellschaft für Psychoanalyse, Psychotherapie, Psychosomatik und Tiefenpsychologie (DGPT)
- Gesellschaft der Freunde christlicher Mystik
- Meister-Eckhart-Gesellschaft
- Meister Eckhart Society

## Veröffentlichungen

### Monografien
- Der Meister des Lehrgesprächs und sein ›In-principio-Dialog‹. Ein deutschsprachiger Theologe der Augustinerschule des 14. Jahrhunderts aus dem Kreise deutscher Mystik und Scholastik. Edition und Kommentar, (Münchener Texte und Untersuchungen zur deutschen Literatur des Mittelalters 95), Artemis, München/Zürich 1989.
- Zwischen Psychoanalyse und Mystik. Psychologisch-phänomenologische Analysen. (Seele, Existenz und Leben 15), Alber, Freiburg/München 2010.
- Meister Eckhart. Leben aus dem Grunde des Lebens. Eine Einführung, Alber, Freiburg i. Br./München 2013; dasselbe: Herder 2016 (gebunden).
- Johannes von Basel: Der Meister des Lehrgesprächs. Eine augustinische Theologie der Beziehung Gottes zum Menschen in Auseinandersetzung mit Meister Eckhart.(Meister-Eckhart-Jahrbuch, Beihefte 8), Kohlhammer, Stuttgart 2024.

### Herausgeberschaft
- Praxis und Theorie der Individualpsychologie heute. Aus der analytischen Psychotherapie mit Kindern, Jugendlichen und Erwachsenen, hg. von Karl Heinz Witte. (Beiträge zur Individualpsychologie 16), Reinhardt, München 1992.
- Adler, Alfred, Über den nervösen Charakter. Grundzüge einer vergleichenden Individualpsychologie und Psychotherapie. Kommentierte textkritische Ausgabe, hg. von Karl Heinz Witte, Almuth Bruder-Bezzel, Rolf Kühn, Vandenhoeck & Ruprecht, Göttingen 1997.
- Alfred-Adler-Studienausgabe. 7 Bde, hg. von Karl Heinz Witte (Gesamtherausgeber), Vandenhoeck & Ruprecht, Göttingen 2007–2010.
- Alfred Adler, Über den nervösen Charakter. Grundzüge einer vergleichenden Individualpsychologie und Psychotherapie (1912), hg. von Karl Heinz Witte, Almuth Bruder-Bezzel, Rolf Kühn. (Alfred Adler Studienausgabe 2), Vandenhoeck & Ruprecht, Göttingen 2008.

### Aufsätze zur Individualpsychologie und Psychoanalyse
- Individualpsychologische Aspekte der Lehrerangst, in: Zeitschrift für Individualpsychologie 7, 1982, 39–51.
- Die Einheit der Persönlichkeit als Einheit der Zeit, in: Zeitschrift für Individualpsychologie 10, 1985, 89–105.
- Analytische Kinder- und Jugendlichenpsychotherapie in der Individualpsychologie Alfred Adlers (gemeinsam mit Anne-Els Stadler), in: Schulen der Kinderpsychotherapie, hg. von Hilarion Petzold und Gabriele Ramin, Junfermann, Paderborn 1987.
- Superman oder Kümmerling und dazwischen nichts? Meditationen über das Machtproblem in Adlers Neurosenlehre, in: Macht und Ohnmacht, hg. von Franz Josef Mohr. (Beiträge zur Individualpsychologie 10), Reinhardt, München 1988, 41–51. (Auch in: Zwischen Psychoanalyse und Mystik).
- Aus dem Irrgarten des alltäglichen Machtstrebens: die Neurosen, in: Macht und Ohnmacht, hg. von Franzjosef Mohr, (Beiträge zur Individualpsychologie 10), Reinhardt, München 1988, 150–160. (Auch in: Zwischen Psychoanalyse und Mystik).
- Das schielende Adlerauge – oder wie Alfred Adler die Schätze seiner ursprünglichen Theorie übersah, in: Zeitschrift für Individualpsychologie 13, 1988, 16–25.
- Wie wurde ich, der ich bin? Adlers Lehre von der Ichbildung, in: Entwicklung und Individuation, hg. von Thea Ahrens und Ulrike Lehmkuhl. (Beiträge zur Individualpsychologie 14), Reinhardt, München 1991, 68–79.
- Ich-Identität in der Psychoanalyse und Persönlichkeitsideal bei Alfred Adler, in: Zeitschrift für Individualpsychologie 16, 1991, 11–28. (Auch in: Zwischen Psychoanalyse und Mystik).
- Das arme Ich-bin-ich. Die Analyse des Ichs in der individualpsychologischen Therapie, in: Praxis und Theorie der Individualpsychologie heute. Aus der analytischen Psychotherapie mit Kindern, Jugendlichen und Erwachsenen, hg. von Karl Heinz Witte.(Beiträge zur Individualpsychologie 16), Reinhardt, München 1992, 47–59.
- Alfred Adler als Redaktor seiner Falldarstellungen. Eine textkritische Analyse von Adlers Redaktionsarbeit bei den Neuauflagen seines Hauptwerks „Über den nervösen Charakter“, in: Zeitschrift für Individualpsychologie 19, 1994, 20–37.
- Individualpsychologische Betrachtungen über die Psychodynamik des Hasses und das Elend des guten Willens, in: Gewalt in der Gesellschaft, hg. von Ulrike Lehmkuhl. (Beiträge zur Individualpsychologie 21), Reinhardt, München 1994, 35–54.
- Die Einheit der Neurosen – immer noch? Ist Adlers „Fundament der individualpsychologischen Methode“ noch zeitgemäß?, in: Heilen und Bilden – Behandeln und Beraten – Individualpsychologische Leitlinien heute, hg. von Ulrike Lehmkuhl. (Beiträge zur Individualpsychologie 22), Reinhardt, München 1996,189–202.
- Die Dimension des „Mystischen“ in der Psychoanalyse, in: Sinnverlust und Kompensation, hg. von Ulrike Lehmkuhl. (Beiträge zur Individualpsychologie 24), Reinhardt, München 1998, 11–25.
- Das „Unbewußte“ – die „mystische“ Seite des Rationalen?, in: Zeitschrift für Individualpsychologie 23, 1998, 356–374. (Auch in: Zwischen Psychoanalyse und Mystik).
- Individualpsychologische Identitätsdiffusion, in: Zeitschrift für Individualpsychologie 23, 1998, 185–194.
- Eine ciszendentale Interpretation der Individualpsychologic Alfred Adlers, in: Die Suche nach dem Sinn des Lebens, hg. von Reinhard Brunner. (Beiträge zur Individualpsychologie 27), Reinhardt, München 2002, 95–126. (Auch in: Zwischen Psychoanalyse und Mystik).
- Über den Sinn der Frage nach dem Sinn des Lebens, in: Wozu leben wir? Sinnfragen und Werte heute, hg. von Ulrike Lehmkuhl. (Beiträge zur Individualpsychologie 33), Reinhardt, München 2007, 36–55. (Auch in: Zwischen Psychoanalyse und Mystik).
- Trieb, Begehren, Streben: Versuch einer tiefenpsychologischen Revision. In: Aufgang. Jahrbuch für Denken, Dichten, Musik, hg. von José Sanchez de Murillo und Martin Thurner, Bd. 2: Sehnsucht, Kohlhammer, Stuttgart 2005, 200–216. (Auch in: Zwischen Psychoanalyse und Mystik).
- Zeitlichkeit und Augenblick, in: Praxis und Methode. (Psycho-Logik 1), Alber, Freiburg/München 2006, 161–175. (Auch in: Zwischen Psychoanalyse und Mystik).
- Das Individuelle in der Individualpsychologie Alfred Adlers, in: Methode und Subjektivität. (Psycho-Logik 3), Alber, Freiburg/München 2008, 155–168
- Lebensphänomenologische Reduktion in der individualpsychologischen Psychotherapie. Ein Diskussionsbeitrag, in: Methode und Subjektivität. (Psycho-Logik 3), Alber, Freiburg/München 2008, 184–194
- Feldarbeit zwischen Mystik und Wissenschaft bei dem Psychoanalytiker Wilfred R. Bion mit einem Ausblick auf Meister Eckhart, in: Aufgang. Jahrbuch für Denken, Dichten, Musik, hg. von José Sasnchez de Murillo u. Martin Thurner, Bd. 6: Von der Wissenschaft zur Mystik, Kohlhammer, Stuttgart 2008, 204–216 (Auch in: Zwischen Psychoanalyse und Mystik).
- Selbsterfahrung und mystische Erfahrung, in: Religion und Modernität (Psycho-Logik 5), Alber, Freiburg/München 2010, 122–141. (Auch in: Zwischen Psychoanalyse und Mystik).
- Psychoanalytische und mystische Erkenntnisweisen – Äquivalenzen, in: Pathos und Schmerz. Beiträge zur phänomenologisch-therapeutischen Relevanz immanenter Lebensaffektion, hg. von Rolf Kühn. (Seele, Existenz und Leben 29), Freiburg, München 2017, 27–43.
- Adlerian Depth Psychotherapy: Intersubjective and Relational Elements (gemeinsam mit Gisela Eife u. Erik Mansager), in: Journal of Individual Psychology 77, 2021, 286–304.

### Aufsätze zu Meister Eckhart
- ›Vorsmak des êwigen lebennes‹. Beobachtungen zu einem scholastischen Traktat von der Schau des dreifaltigen Gottes aus dem Kreise der deutschen Mystik, in: Würzburger Prosastudien I. Wort-, begriffs- und textkundliche Untersuchungen, hg. von der Forschungsstelle für Deutsche Prosa des Mittelalters am Seminar für Deutsche Philologie der Universität Würzburg. (Medium aevum 13), München 1968, 148–198.
- Der ›Traktat von der Minne‹, der Meister des Lehrgesprächs und Johannes Hiltalingen von Basel. Ein Beitrag zur Geschichte der Meister-Eckhart-Rezeption in der Augustinerschule des 14. Jahrhunderts, in: Zeitschrift für deutsches Altertum 131, 2002, 454–487.
- Denken, Sein und Leben, in: Meister Eckhart als Denker, hg. von Wolfgang Erb, Norbert Fischer. (Meister-Eckhart-Jahrbuch. Beihefte 4), Kohlhammer, Stuttgart 2018, 225–243.
- Die Rezeption der Lehre Meister Eckharts durch Johannes Hiltalingen von Basel. Untersuchung und Textausgabe, in: Recherches de Théologie et Philosophie médievales 71, 2004, 305–371.
- Der enthöhte Gott – Zur Demutslehre Meister Eckharts, in: Meister-Eckhart-Jahrbuch 1, 2007, 43–54.
- Meister Eckharts Philosophie des Innen. Zur „Enthöhung“ der Transzendenz. In: Meister Eckhart. Erkenntnis und Mystik des Lebens. Forschungsbeiträge der Lebensphänomenologie, hg. von Rolf Kühn/Sébastien Laoureux (Seele, Existenz und Leben 6) Alber, Freiburg/München 2008, 258–287.
- Predigt 14: ›Surge illuminare Iherusalem‹, in: Lectura Eckhardi III: Predigten Meister Eckharts von Fachgelehrten gelesen und gedeutet, hg. von Georg Steer, Loris Sturlese., Stuttgart 2008, 1–31.
- Von Straßburg nach Köln: Die Entwicklung der Gottesgeburtslehre Eckharts in den Kölner Predigten, in: Meister-Eckhart-Jahrbuch 2, 2008, 65–94.
- Von der Psychologie des Lassens und Empfangens zu einer Ontologie der absoluten Präsenz. Entwicklungslinien von den frühen Traktaten zu den späten Predigten Meister Eckharts, in: Meister-Eckhart-Jahrbuch 3, 2011, 137–194.
- Meister Eckharts Verständnis des richtigen Lebens, in: Lebensphänomenologie in Deutschland. Hommage an Rolf Kühn, hg. von Sophia Kattelmann, Sebastian Knöpker, Freiburg, München 2012, 200–217.
- Freiheit – Beziehung – Bindung. Eine DeKONstruktion aus dem Geiste Meister Eckharts, in: Freiheit. Begründung und Entfaltung in Philosophie, Religion und Kultur. (Eugen-Biser-Lectures 3), hg. von Martin Thurner, Vandenhoeck & Ruprecht, Göttingen 2017, 91-113.
- Meister Eckhart’s art of preaching scholastic subtleties. The sermon ‘Ave gratia plena’ (DW No. 22, Walshe No. 53), in: Medieval Mystical Theology 26, 2017, 142–156.
- Augustinische Theologie bei deutsch schreibenden Autoren des 14. Jahrhunderts: ein Brückenpfeiler zwischen Eckhart und Luther?, in: Meister-Eckhart-Jahrbuch 13, 2019, 1–17.
- Eine Lectio Meister Eckharts über die Affektivität in Vernunft, Verstand und Sinnlichkeit. (Liber parabolarum Genesis, Kapitel 3), in: Hermeneutik des Lebens. Meister Eckharts exegetisches Programm, hg. von Martina Roesner. (Eckhart: text and studies 15), Leuven, Paris, Bristol, CT 2022, 195–224.
- Wie Johannes von Basel (OESA) Meister Eckharts ›Mystik‹ ins Augustinische überträgt, in: Meister-Eckhart-Jahrbuch, 17, 2024, 123–138.